# Julia Kristeva
Iúlia Stoiànova Kristeva búlgar: Юлия Стоянова Кръстева coneguda habitualment com a Julia Kristeva (24 de juny de 1941, Sliven, Bulgària) és una filòsofa, teòrica de la literatura i del feminisme, psicoanalista, escriptora i novel·lista francesa d'origen búlgar. Va estudiar en una escola francesa i més endavant va cursar lingüística a la Universitat de Sofia. El 1965, als 24 anys, es va traslladar a París per estudiar a la Universitat de París i a l'École Pratique des Hautes Études mentre publicava articles per a revistes de l'època com Tel Quel, Critique i Langages. Des de l'any 1970 fins al 1983 va formar part de l'equip de redacció de Tel Quel.
Actualment Kristeva imparteix classes de semiologia a la Universitat Estatal de Nova York i a la Universitat de París VII - Denis Diderot. La seva obra, de gran complexitat, s'emmarca en termes generals en la crítica de l'estructuralisme (neoestructuralisme i postestructuralisme) sota la influència de Claude Lévi-Strauss, Roland Barthes, Michel Foucault, Sigmund Freud i sobretot Jacques Lacan.

## Obra
El pensament de Julia Kristeva està relacionat amb la tradició de l'estructuralisme. En la seva obra La Révolution du langage poétique (1974) Kristeva presenta la teoria segons la qual el procés productor de sentit en el llenguatge es compon de dos elements convergents: el simbòlic i el semiòtic. En la seva obra tracta igualment el llenguatge sobre el cos vivent. En la seva trilogia Pouvoirs de l'horreur (1980), Histoires d'amour (1983) i Soleil noir (1987) desenvolupa teories originals sobre l'abjecció, l'amor i la depressió. En la seva obra Étrangers à nous-mêmes (1988) fa servir la seva aproximació psicoanalítica per tractar temes sobre migració, exili i alteritat.
A Les Nouvelles Maladies de l'Âme ('Les noves malalties de l'ànima', de 1993), Kristeva explica com les imatges mediàtiques que simplifiquen les diferències i les emocions produeixen igualment una uniformització de l'ànima o la psique. En aquesta obra afirma que:
| « | pressionats per l'estrès, impacients de guanyar i consumir, de gaudir i de morir, els homes i les dones d'avui en dia duen a terme l'economia d'aquesta representació de la seva experiència que hom anomena una vida psíquica... La persona moderna està perdent la seva ànima. Però no ho sap, ja que és precisament l'aparell psíquic qui enregistra les representacions i els seus valors significants per al subjecte. | » |

L'espai psíquic, aquesta cambra fosca de la nostra identitat on es reflecteixen a la vegada el mal de viure, el goig i la llibertat de la persona occidental, està potser a punt de desaparèixer segons la teoria de Kristeva, que posa en relleu tant el que anomena una urgència terapèutica com un problema de civilització. Kristeva torna a desenvolupar aquests temes en Sens et non sens de la révolte (1996), en què es demana si davant de la cultura de "show" o "entertainment" és possible de construir una cultura de revolta, tot interrogant els límits del discurs sobre el poder i els límits de la psicoanàlisi. La seva idea de cultura de revolta està relacionada amb una idea de nou compromís i el sentit epistemològic i proustià de "revolta": revelació, retorn, desplaçament, reconstrucció del passat, de la memòria i del sentit.

### Semiòtica, allò semiòtic i allò simbòlic
Una de les aportacions principals de Kristeva és la distinció entre allò semiòtic i la disciplina de la semiòtica fundada per Ferdinand de Saussure. Tal com explica Augustine Perumalil en The History of Women in Philosophy, "allò semiòtic es troba íntimament relacionat a l'infantil preedípic que apareix en les obres de Freud, Otto Rank, Melanie Kline, la psicoanàlisi de la relació d'objecte britànica i l'estadi previ al mirall lacanià. És un camp emocional lligat als instints que habita a les fissures i la prosòdia del llenguatge més que no pas els significats denotatius dels mots. En aquest sentit, allò semiòtic s'oposa a allò simbòlic, que fa el correlat de paraules dotades de significat en un sentit més estricte i matemàtic." Altres idees de Kristeva són l'abjecció (una idea que fa referència a una força psicològica primària de rebuig dirigida vers la figura materna), i la intertextualitat, terme que encunyà ella mateixa el 1966.

### Feminisme
Kristeva va formar part d'un grup de defensors del feminisme a França juntament amb pensadores com Simone de Beauvoir, Hélène Cixous i Luce Irigaray. L'autora tingué una rellevància notable en la teoria feminista i els estudis literaris feministes als Estats Units i al Regne Unit, a més d'haver exercit gran influència en les lectures contemporànies d'art contemporani, tot i que la seva relació amb els cercles i moviments feministes francesos ha estat polèmica. Va realitzar una distinció en tres tipologies de feminisme, de les quals en rebutjà dues, incloent-hi el pensament de Simone de Beauvoir. Sovint ha estat considerada completament antagonista al feminisme. Kristeva ha proposat la idea de les múltiples identitats sexuals contra allò que anomena un "llenguatge femení unificat". Ha criticat així mateix les polítiques identitàries sexuals, ètniques i religioses, anomenant-les "totalitàries."
També és autora d'una trilogia publicada entre 1999 i 2002 titulada Le Génie féminin, en què tracta l'obra de tres dones intel·lectuals: Hannah Arendt, Mélanie Klein i Colette, i pretén allunyar-se del "feminisme massificador" i defendre la irreductibilitat de cada subjecte individual.

### Antropologia i psicologia
Kristeva teoritza que l'antropologia i la psicologia, o la connexió entre allò social i el subjecte, no es representen l'un a l'altre sinó que segueixen la mateixa lògica: la supervivència del grup i el subjecte. En la seva anàlisi d'Èdip escriu que el subjecte parlant no pot existir per si mateix sinó que "es troba en el fràgil llindar com si estigués encallat a causa d'una possible demarcació".
En la seva comparació entre aquestes dues disciplines, Kristeva proposa que la manera en la qual l'individu exclou la mare abjecta per tal de formar-se una identitat és el mateix procés en el qual les societats es construeixen a si mateixes. A una escala més gran les cultures exclouen allò matern i femení per tal d'existir.

## Premis i distincions
- Doctora honoris causa per les universitats següents: New School University de Nova York (2003), Universitat de Bayreuth (2000), Harvard University (1999).
- Membre de la British Academy de Londres des de juliol de 2002.
- Membre del jurat de guardons de la Biblioteca Nacional de França des de 2009.
- Premi Holberg de 2004 "pels seus treballs innovadors consagrats a problemàtiques que se situen en la cruïlla entre llenguatge, cultura i literatura."
- Premi Hannah Arendt de 2006 pel pensament polític. Amb el premi va realitzar una donació a l'ONG HumaniTerra.
- Oficial de la Legió d'Honor.
- Comandanta de l'Orde Nacional del Mèrit.

## Crítiques a la seva obra
Roland Barthes li dedicà un text titulat L'Étrangère, en què escriu:
| « | Julia Kristeva canvia el lloc de les coses: sempre destrueix "el darrer prejudici", aquell del qual un podia estar-ne segur i enorgullir-se'n; allò que ella desplaça és l'allò ja dit, és a dir, la insistència del significat, és a dir, la bestiesa; allò que subverteix és l'autoritat, la de la ciència monològica, de la filiació. La seva obra és completament nova, exacta, no per puritanisme científic sinó perquè reemplaça el lloc que ocupa, l'omple "exactament", obligant qualsevol que se n'exclogui a descobrir-se en posició de resistència o de censura. | » |

Roman Jakobson ha dit sobre ella que "tant els lectors com els oients, en acord o en tossut desacord amb Julia Kristeva, se senten sens dubte atrets per la seva veu contagiosa i pel seu veritable do per qüestionar axiomes generalment adoptats, i pel seu do oposat de deslliurar certes "qüestions maleïdes" dels seus interrogants tradicionals."
Ian Almond ha criticat Kristeva pel seu etnocentrisme. Amb aquest objectiu cita la conclusió de Gayatri Spivak que el llibre de Kristeva Sobre les dones xineses "pertany a aquell segle xviii [que] Kristeva menysprea", després de posar en evidència la "forma breu, expansiva, sovint completament infundada que té de parlar sobre dos mil anys d'una cultura amb la qual no té gens de familiaritat". Ian Almond remarca la falta de sofisticació en els comentaris de Kristeva sobre el món islàmic i la terminologia ofensiva que fa servir per a descriure la seva cultura i creients. Critica Kristeva per la juxtaposició que fa de les "societats islàmiques" contra les "democràcia en què la vida encara és força agradable", demostrant que Kristeva no mostra ser conscient que existeix un debat complex i matisat entre pensadores del món musulmà i que no dona cap prova a banda de la fatwa contra Salman Rushdie per declarar la totalitat de la fe musulmana "reaccionària i persecutòria".
L'autora ha estat així mateix criticada, especialment per Judith Butler, per les seves teories respecte al desig homosexual. Elisabeth Grosz ha criticat que la categoria d'amor entre dones fos exclosa de les seves Histoires d'amour.
Entre altres autors que han criticat l'obra de Kristeva, es troben els professors de física Alan Sokal i Jean Bricmont, que en el seu llibre conjunt Impostures intel·lectuals denuncien greus errors continguts en tres articles de Kristeva sobre el llenguatge poètic, en què ella fa servir incorrectament termes tècnics o matematico-físics. Sokal i Bricmont sostenen que l'autora pretén impressionar un lector potencial sense els coneixements necessaris per jutjar si aquests termes hi apareixen de forma legítima, mentre que Kristeva els fa servir erròniament i sense justificació teòrica.

## Llista de publicacions
Novel·les i relats
- Thérèse mon amour, relat, Fayard, 2008
- Meurtre à Byzance, 2004
- Possessions, 1996
- Le Vieil Homme et les Loups, 1991
- Les Samouraïs, 1990

Assaigs
- Histoires d'amour, Denoël, 1983
- Étrangers à nous-mêmes, Fayard, 1988, ISBN 2-213-02177-5
- La Haine et le Pardon, Fayard, 2005.
- Le Génie féminin, volum 1 : Hannah Arendt, Fayard, 1999; volum 2 : Melanie Klein, Ed.: gallimard-folio, 2003, ISBN 2-07-042739-0; volum 3: Colette, Fayard, 2002.
- Le Temps sensible. Proust et l'expérience littéraire, Gallimard, 1994, Folio Essais, 2000.
- Seule, une femme, Éditions de l'Aube, 2007
- Cet incroyable besoin de croire, Bayard, 2007
- Polylogue, Seuil, 1977
- Contre la dépression nationale, entrevistes amb Ph. Petit, Textuel, 1998
- Le Féminin et le Sacré, amb Catherine Clément, Stock, 1998

Altres obres
- Visions Capitales, Réunion des Musées Nationaux, 1998
- Le Langage, cet inconnu. Une initiation à la linguistique, S.G.P.P., 1969. [publicat sota el nom de Julia Joyaux] rééd. Seuil, Points n° 125, 1981
- Le Texte du roman. Approche sémiologique d'une structure discursive transformationnelle, La Haye, Mouton, 1970
- Au commencement était l'amour. Psychanalyse et foi, "Textes du s. XXe", Hachette, 1985.
- Semeiotike. Recherches pour une sémanalyse, Seuil, 1969
- Des Chinoises, Des Femmes, 1974; rééd. Pauvert, 2001.
- La Traversée des signes (ouvrage collectif), Seuil, 1975
- Folle Vérité (ouvrage collectif), 1979
- Pouvoirs de l'horreur. Essai sur l'abjection, Seuil, 1980.
- La Révolution du langage poétique.L'avant-garde à la fin du Plantilla:S-, Lautréamont et Mallarmé, 1985
- Soleil noir. Dépression et mélancolie, Gallimard, 1987
- Sens et non-sens de la révolte, Fayard, 1996.
- La Révolte intime, Fayard, 1997.
- Les Nouvelles Maladies de l'âme, Fayard, 1993, ISBN 2-213-02961-X
- Au risque de la pensée, Éditions de l'Aube, 2001
- Chroniques du temps sensible, Éditions de l'Aube, 2003
- Micropolitique, Éditions de l'Aube, 2001
- L'Avenir d'une révolte, Calmann-Lévy, 1998
- Leur regard perce nos ombres, amb Jean Vanier, Fayard, 2011 ISBN 978-2-213-65469-0

## Estudis realitzats sobre l'obra de Kristeva
- Jennifer Radden, The Nature of Melancholy: From Aristotle to Kristeva, Oxford University Press, 2000
- Megan Becker-Leckrone, Julia Kristeva And Literary Theory, Palgrave Macmillan, 2005
- Judith Butler, Gender Trouble, 1990
- Sara Beardsworth, Julia Kristeva, Psychoanalysis and Modernity, Suny Press, 2004 (l'étude reçoit le prix Goethe Award pour le meilleur livre de recherches psychanalytiques)
- Kelly Ives, Julia Kristeva: Art, Love, Melancholy, Philosophy, Semiotics and Psychoanalysis, Crescent Moon Publishing Édition, 2010
- Kelly Oliver, Ethics, Politics, and Difference in Julia Kristeva's Writing, Routledge Édition, 1993
- John Lechte, Maria Margaroni, Julia Kristeva: Live Theory, Continuum International Publishing Group Ltd, 2005
- Anna Smith, Julia Kristeva: Readings of Exile and Estrangement, Palgrave Macmillan, 1996
- David Crownfield, Body/Text in Julia Kristeva: Religion, Women, and Psychoanalysis, State University of New York Press, 1992